# Jacques du Chevreuil
Jacques du Chevreuil (o Chevreuil), in latino Iacobus Capreolus (Carquebut, 1595 – Parigi, 30 dicembre 1649) è stato uno scienziato francese.

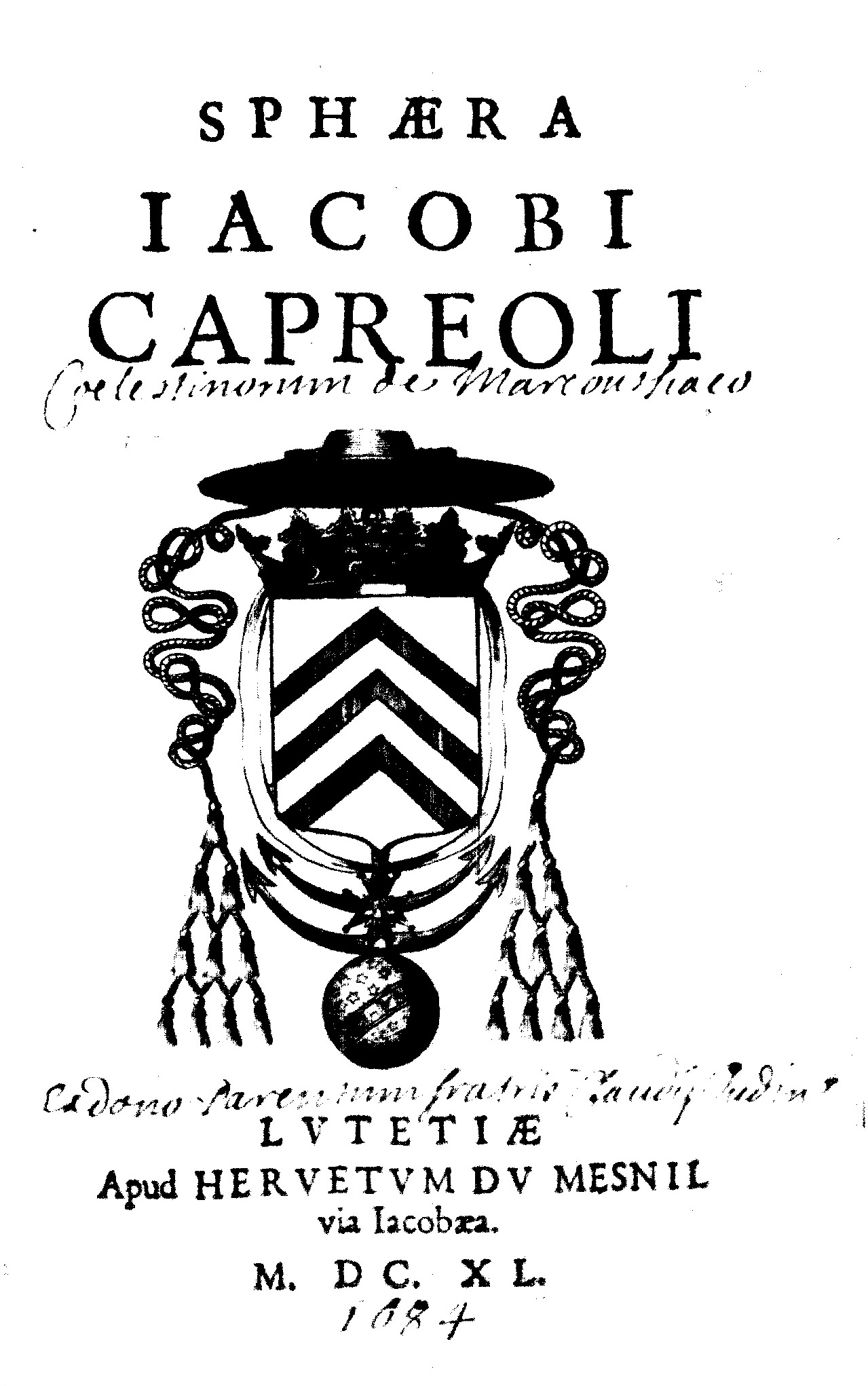
Sphaera, 1640

Professore all'università di Parigi, pubblicò opere di astronomia.

## Opere
- (LA) Sphaera, Paris, Hervé Du Mesnil, 1640.